# Фенил-тиокарбамид
Фенил-тиокарбамид (ПТЦ, фенилтиоуреја) је супстанца која се у антропологији користи за испитивање могућности осећања горког укуса. Он је органосумпорна тиоуреја са фенилним прстеном.
Он има необично својство да је или веома горак или да нема укуса, у зависност од генетичке предиспозиције особе. Способност препознавања ПТЦ укуса је доминантна генетичка особина, и тест одређивања ПТЦ сензитивности се често користи.
Фенилтиокарбамид такође инхибира меланогенезу и користио се за узгој транспарентне рибе.